# Tschorkuh
Tschorkuh (tadschikisch Чоркӯҳ), andere Umschriften Čorkūh, Chorku, Tschorku, ist ein Dorf (kischlak) und ein Subdistrikt (dschamoat) in der Provinz Sughd im Norden Tadschikistans. Der Ort im schmalen Tal des Isfara an der Grenze zu Kirgisistan beherbergt in der Moschee des Hazrat-i Shoh vom Anfang des 20. Jahrhunderts ein Mausoleum aus dem 10. Jahrhundert mit den bedeutendsten mittelalterlichen Holzschnitzereien des Landes.

## Lage

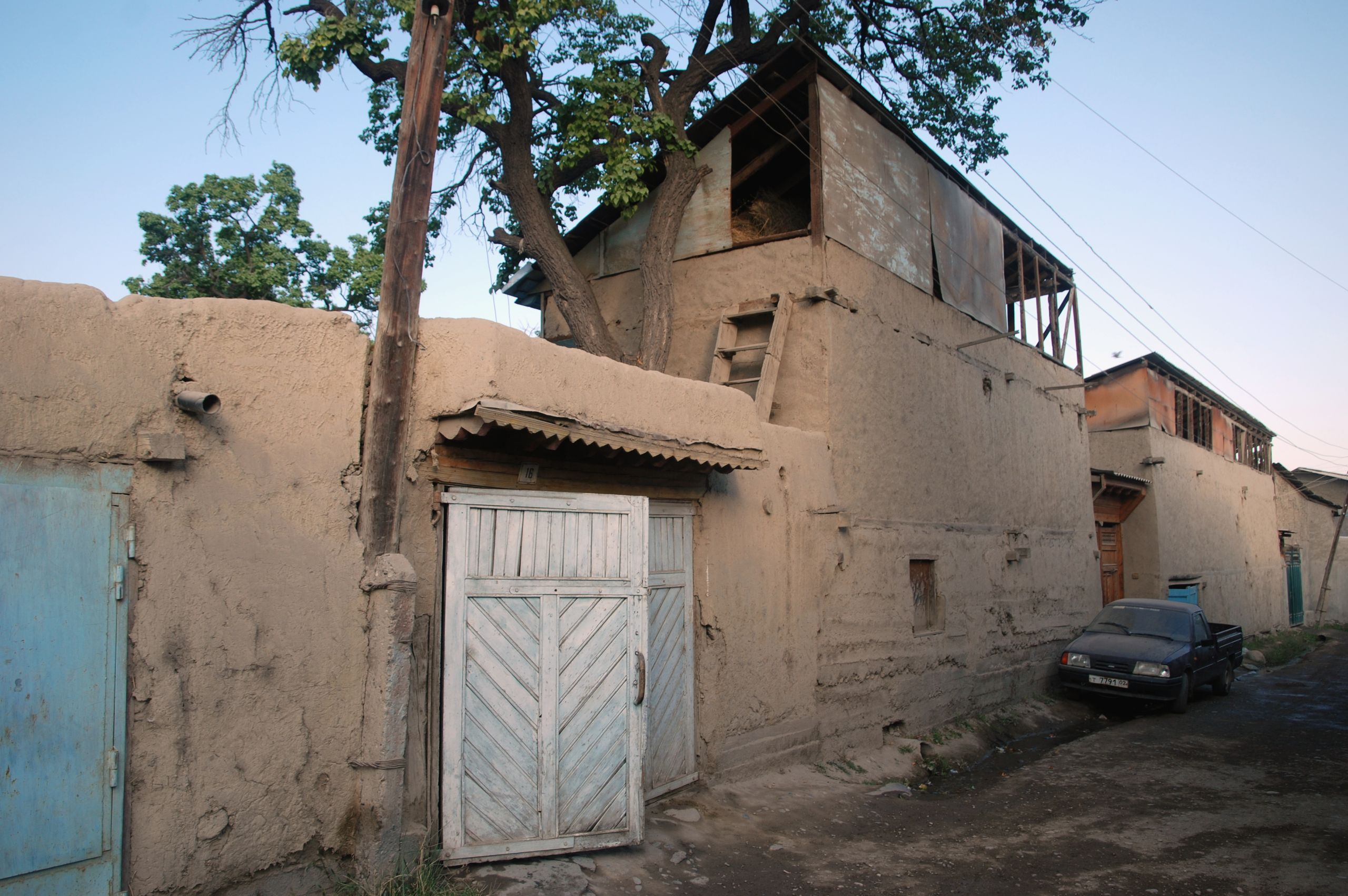
Nach außen abgeschlossene Gehöfte mit Innenhof. Typische Gasse in der Ortsmitte.

Tschorkuh liegt 21 Kilometer südlich der Distrikthauptstadt Isfara im äußersten Südosten des tadschikischen Teils des Ferghanatals. Das flussaufwärts von der Stadt Isfara nach Süden allmählich enger werdende Tal des Isfara-Flusses bildet einen schmalen, zu Tadschikistan gehörenden Landzipfel, der von steilen Bergen umgeben ist, die zu Kirgisistan gehören. Der Ort liegt auf etwa 1100 Metern Höhe. Die umgebenden steinigen Berge mit nur geringem Pflanzenbewuchs erreichen Höhen zwischen rund 1600 Metern im Westen und über 2700 Metern im Süden.
Von der etwa 110 Kilometer entfernten Provinzhauptstadt Chudschand ist Tschorkuh auf einer guten Asphaltstraße erreichbar, die an Konibodom vorbei durch Isfara führt. Auf den letzten 21 Kilometern im Tal ist die Straße schmaler und kurviger. Eine neue Umgehungsstraße führt östlich an Tschorkuh vorbei im Tal weiter nach Süden bis zu der 22 Kilometer entfernten, in Kirgisistan gelegenen Enklave Woruch (Vorukh). Von Woruch gibt es weder eine Straßenverbindung noch einen Grenzübergang nach Kirgisistan; der einzige kirgisische Grenzposten in der Region existiert in Kysyl-Bel an der Straße zwischen Isfara und Batken. Tschorkuh und Woruch gehören zu den neun Subdistrikten (dschamoat) des Distrikts (nohija) Isfara.
Auf einem Hügel westlich des Isfara-Tals halbwegs zwischen Isfara und Tschorkuh befindet sich mit dem Schurab-Depot die älteste Braunkohle-Lagerstätte des Landes, die bereits im Mittelalter bekannt war und seit 1902 bis heute industriell ausgebeutet wird.
In der Nähe von Tschorkuh wurden zwei Gräberfelder mit Kurganen gefunden, die ab dem 2./1. Jahrhundert v. Chr. und in der Mehrheit zwischen dem 4. und 7. Jahrhundert angelegt worden waren. Sie zeugen von einer sesshaften bis halbsesshaften Kultur, die ihre Toten unter 50 Zentimeter hohen Grabhügeln aus Schotter, Kies und Sand bestattete, deren Durchmesser 4,3 bis 9,6 Meter betrug. Tschorkuh I bestand aus etwa 50 dicht nebeneinander liegenden Kurganen. In den meisten der 1958 untersuchten Gräber befand sich ein Skelett in ausgestreckter Rückenlage, bei den übrigen in Hockerstellung. Zum 500 Meter entfernten Gräberfeld Tschorkuh II gehörten etwa 20 Kurgane mit Durchmessern zwischen 7,4 und 9,4 Metern.

## Ortsbild

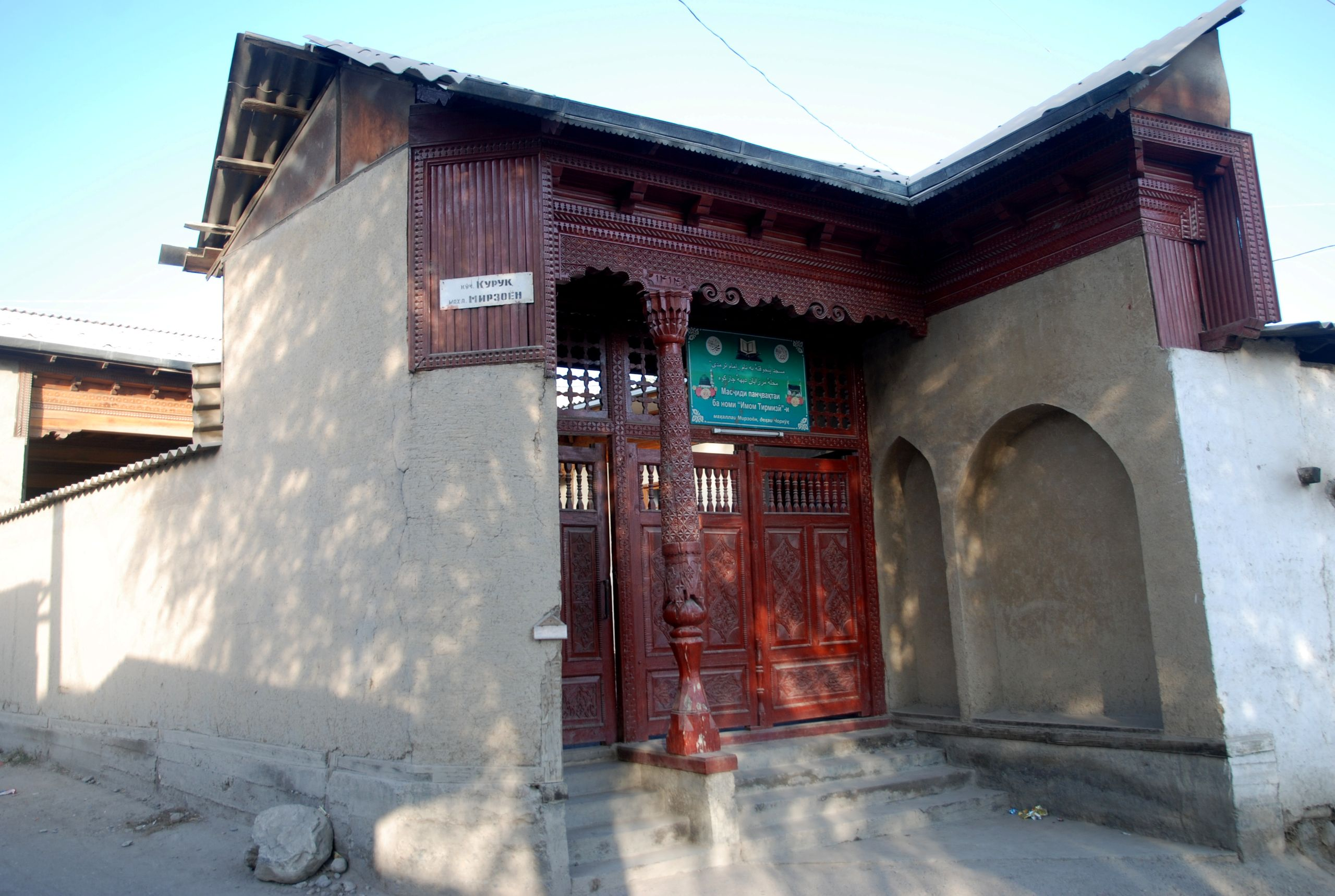
Eingang zu einer Moschee in der südlichen Ortsmitte.

Für das Jahr 2013 wird die Zahl der Einwohner des Subdistrikts Tschorkuh mit 36.485 angegeben. Ihnen stehen 858 Hektar landwirtschaftliche Nutzfläche zur Verfügung. Die Bevölkerung setzt sich aus 99 Prozent Tadschiken und einem Prozent Kirgisen zusammen, die ganz im Süden im Dorf Chodschai-Aalo leben.
Die von Isfara kommende Straße durchquert drei Kilometer vor der Ortsmitte von Tschorkuh das Dorf Surch (Surkh), zu welchem ein eigener Subdistrikt mit 13.941 Einwohnern (2013) gehört. Der kleine Marktort Surch ist über den Ortsteil Nayman entlang des Flusses mit Tschorkuh zusammengewachsen. Die Hauptstraße führt am südlichen Flussufer bis zu einem Kreisverkehr in der Ortsmitte von Tschorkuh, dann über eine Brücke und weiter am nördlichen Ufer Richtung Woruch. Der größte Teil des in mehrere Stadtviertel (mahalla) eingeteilten Wohngebiets liegt südlich des Flusses und reicht bis zu den flachen Ausläufern der Berge. Zu jedem Stadtteil gehört eine eigene Moschee.
Die Bevölkerung im Ort Tschorkuh, der die Ausdehnung einer Kleinstadt besitzt, und den umliegenden Dörfern lebt überwiegend in Gehöften mit Wohn- und Nebengebäuden, die um einen Innenhof errichtet wurden und zur Straße und an den übrigen Seiten vollständig durch eine hohe Mauer abgetrennt sind. Die Gebäudemauern bestehen meist aus mit Lehm verputzten Feldsteinen, manche Umfassungsmauern auch aus Stampflehm. Den einzigen Zugang bietet ein hölzernes Tor, das in vielen Fällen nach alter Tradition kunstvoll mit Ornamenten verziert ist. Das Leben spielt sich im Innenhof ab, der als Obst- und Gemüsegarten angelegt ist. Zu den wenigen Möbelstücken gehört ein im Freien und im Haus aufgestellter Taptschan. Ein Gehöft sollte als Grundausstattung üblicherweise über einen Trinkwasseranschluss im Innenhof verfügen. Im Subdistrikt Tschorkuh besitzen jedoch nach einer Aufstellung von 2013 nur 16 Prozent der Bevölkerung (5.724) eine eigene Trinkwasserversorgung. Die städtische Bevölkerung entnimmt mehrheitlich ihr Trinkwasser aus Zapfstellen an der Straße, die von einem maroden öffentlichen Leitungssystem versorgt werden und nicht ganztägig Wasser liefern. Brauchwasser wird mit Eimern aus offenen Kanälen am Straßenrand geschöpft. Es gibt einige Lebensmittelläden am Kreisverkehr.

## Moschee von Hazrat-i Shoh

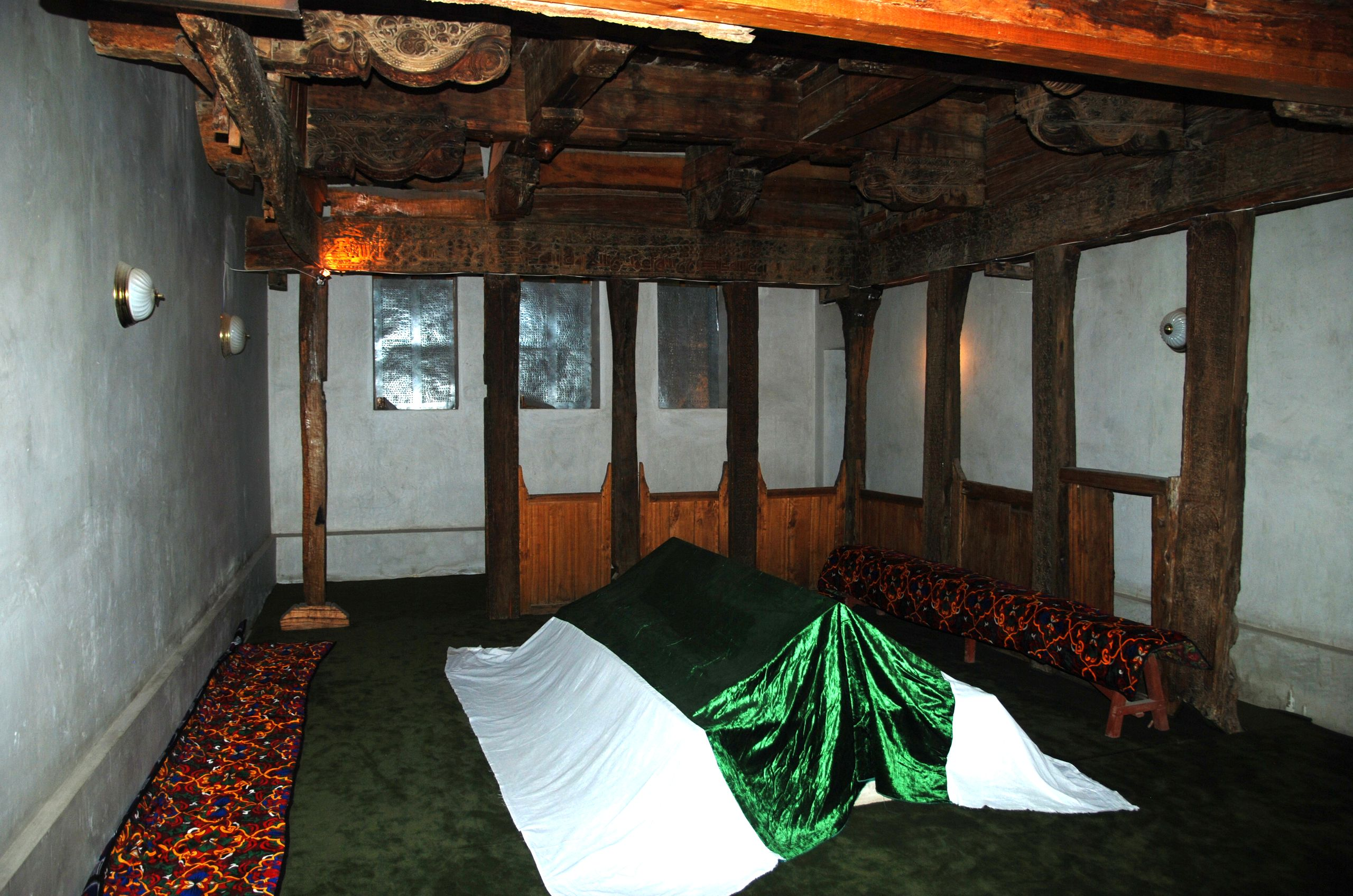
Mausoleum Hazrat-i Shoh, Holzdach aus dem 10. Jahrhundert

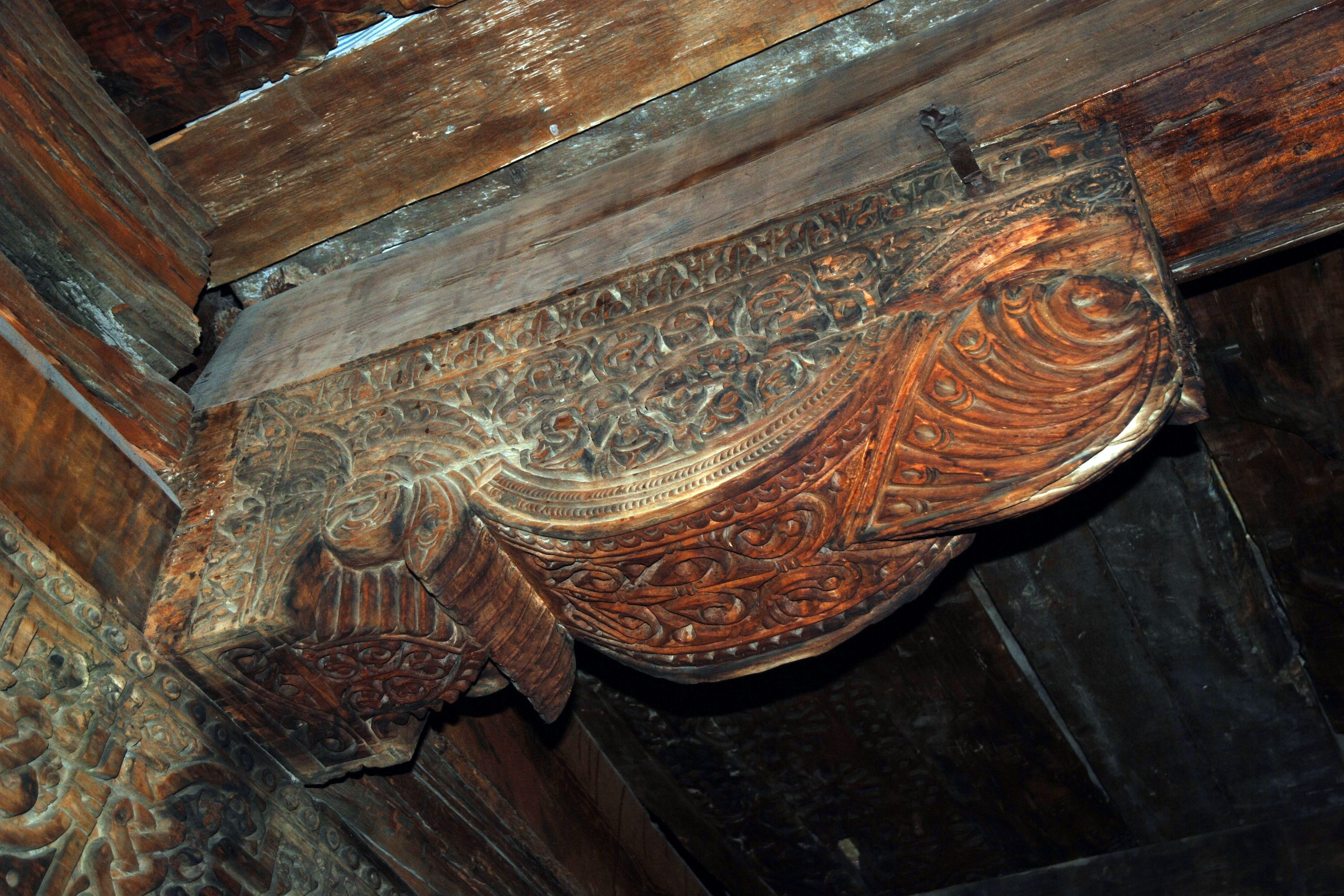
Eine von acht Konsolen

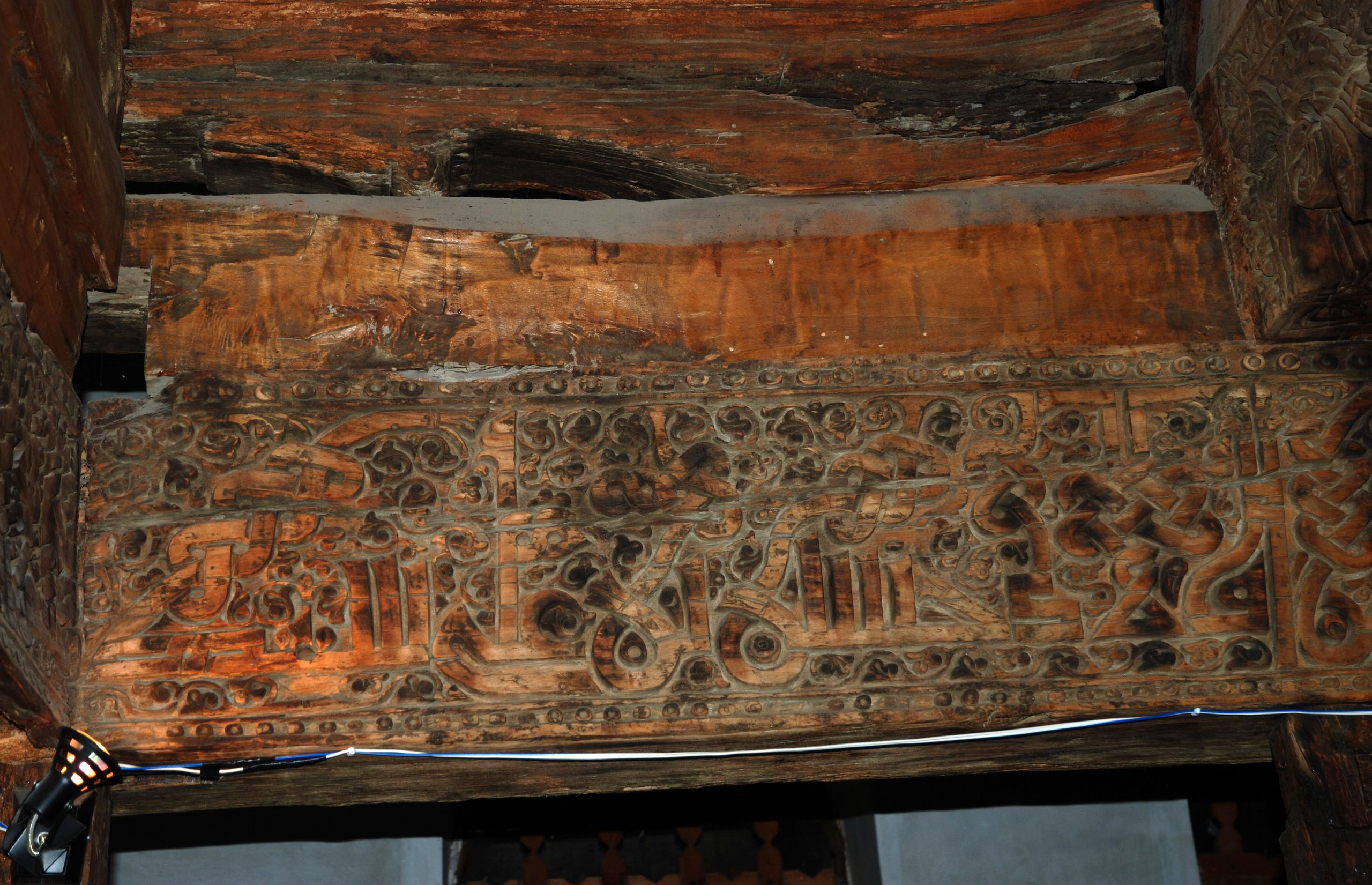
Querbalken an der Rückseite

Die Moschee des Hazrat-i Shoh, der auch Hazrat-i Bobo (Khazrati Bobo, Amir Khamza Khasti Podshoh) genannt wird, versteckt sich zwischen Wohnhäusern in einem höher gelegenen Altstadtviertel (mahalla Langar) etwa einen Kilometer südlich des Kreisverkehrs. Die aus Ziegeln errichtete Moschee mit strengen geometrischen Ornamenten am Portal stammt aus dem 18. Jahrhundert. Ihre Decke ist mit bunten Blumenmustern bemalt. Vorgelagert vor dem Betsaal ist ein großer, mit Wellblech überdachter Hof, der mehreren hundert Gläubigen Platz bietet und von der Straße durch ein Tor betreten wird. Der als Mausoleum (maqbara) von Kasim bezeichnete Raum ist im Hauptgebäude der Moschee gegenüber dem Tor in der östlichen Ecke des Hofes eingerichtet. Biographische Angaben und der Name des Heiligen, der sich hinter Ehrenbezeichnungen wie Hazrat-i Bobo verbirgt, sind unbekannt. Im Volksglauben wird ein gewisser Kasim in einer Abstammungslinie (silsila) auf Ali, den Schwiegersohn des Propheten Mohammed, zurückgeführt. Eine baldachinartige Balkenkonstruktion auf Holzsäulen aus dem 10. Jahrhundert über dem Grabmal zeigt die bedeutendsten mittelalterlichen Holzschnitzereien des Landes, die 1999 in die Tentativliste des UNESCO-Welterbes aufgenommen wurden. Die Ornamente bestehen aus lebendigen geometrischen Ornamenten, islamischer Kalligrafie (Kufi-Schrift) und einigen für die islamische Kunst ungewöhnlichen Tierabbildungen mit den Köpfen von Eulen und anderen Vögeln.
Die Abbildungen stehen im Zusammenhang der mittelalterlichen islamischen Kultur, die sich aus der langjährigen Begegnung mit den älteren Traditionen entwickelte, auf die die muslimischen Eroberer in Zentralasien trafen. Bis zum 13. Jahrhundert lassen sich bei Bauweisen, Formen der bildenden Kunst und bei Bestattungsmethoden vorislamische Einflüsse erkennen. Archäologischen Ausgrabungen zufolge pflegte in den ersten Jahrhunderten nach der islamischen Eroberung die einheimische Bevölkerung ihr sogdisches Kulturerbe im Alltag weiter, beispielsweise wurden weiterhin Ahnenverehrung und Feuerkulte praktiziert. Einige islamische Ornamentformen wie Akanthus oder Weintrauben, die in den angewandten Künsten vom 9. bis zum 12. Jahrhundert häufig auf Holzreliefs, Stuck, Metall- und Keramikgegenständen vorkommen, haben einen vorislamischen Ursprung. Hierzu gehören auch figürliche Darstellungen, die in der islamischen Kunst selten sind. Die Paläste in Samarqand und Hulbuk (im Dorf Khurbon Schahid in der Provinz Chatlon) enthielten farbige Wandmalereien aus dem 11. und 12. Jahrhundert mit den Darstellungen von Menschen und Tieren. Die sogdischen Abbildungen heiliger Tiere, die Gottheiten verkörperten, gingen als einzelne Bestandteile komplexer geometrischer und floraler Muster in die islamische Kunst ein.
Der Baldachin hat eine Grundfläche von 4 × 4,75 Metern. Er ist nach zwei Seiten ganz geöffnet und an den beiden anderen Seiten im hinteren Bereich durch sieben eng stehende Holzsäulen teilweise geschlossen. Das Gebälk wird von 80 Zentimeter langen Konsolen unterstützt, die an der Unterseite geschwungen und mit floralen Motiven verziert sind. Die fächerartig geschwungenen Enden der Konsolen, Spiralen und runden Pflanzenornamente erinnern nicht mehr an die Stierköpfe der sogdischen Konsolen, aber die anderen Tierfiguren bewahren die mythische Tradition ihrer Vorläufer. Ähnliche frühislamische Holzschnitzereien blieben aus einigen Siedlungen im Tal des Serafschan erhalten: Obburdon, Kurud, und Fatmev östlich von Aini sowie Urmetan und Iskodar zwischen Aini und Pandschakent. Ein kreuzförmiges Ornament im Zentrum von treppenartigen Umrisslinien kommt mehrfach an seldschukischen Bauten im Iran vor, etwa auf dem Stuck im Innern des ins 11. Jahrhundert datierten Pir-Mausoleums in der Stadt Takestan (Provinz Qazvin).

## Sozialprobleme und politische Spannungen

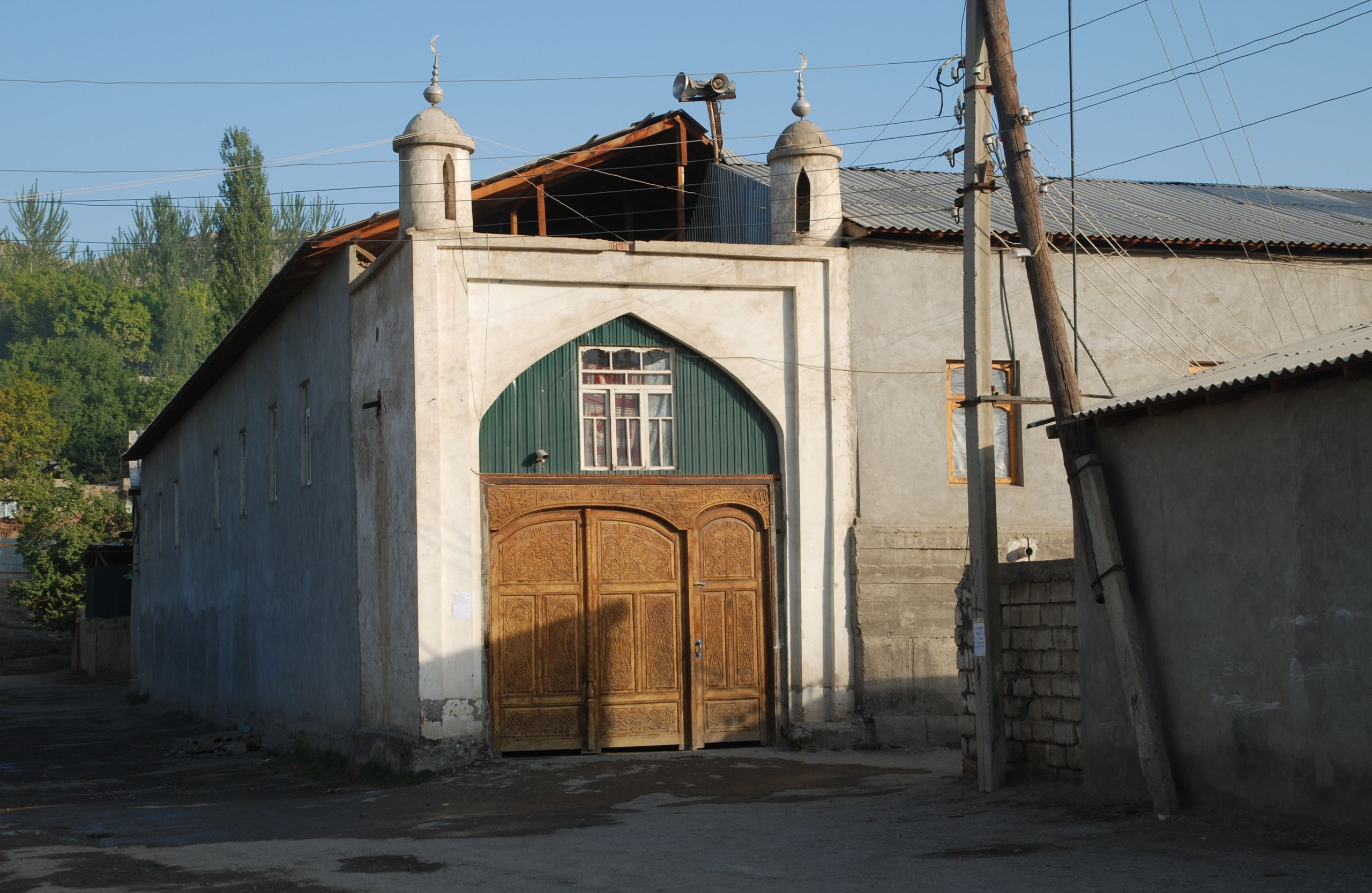
Moschee nördlich des Flusses

Von 1975 bis 2008 kam es zwischen tadschikischen Dörfern in der Grenzregion des Isfara-Tals und der Enklave Woruch auf der einen Seite mit von Kirgisen bewohnten Orten im kirgisischen Batgen-Distrikt auf der anderen Seite mehrfach zu gewaltsam ausgetragenen Streitigkeiten um Land und Wasser. Ein Konflikt wurde 1989 zwischen drei tadschikischen Dörfern, die 100 Hektar Land von der kirgisischen Seite und einigen kirgisischen Dörfern, die 144 Hektar von der anderen Seite forderten, ausgetragen. Der Austausch scheiterte, weil ein wegen dieser Sache für Mai 1991 anberaumtes Treffen der beiden Staatspräsidenten nicht zustande kam. Mehrere Menschen starben durch Gewehrkugeln und Dutzende wurden verletzt.
Nach der Unabhängigkeit von der Sowjetunion 1991 ereigneten sich in dem zwischen drei Ländern aufgeteilten und von mehreren Ethnien bewohnten Ferghanatal in regelmäßigen Abständen politische Auseinandersetzungen und Anschläge, an denen vor allem islamistische Gruppen wie die Hizb ut-Tahrir beteiligt waren. Den traditionellen islamischen Führern gelang es in vielen Fällen nicht, das durch den Wegfall der sowjetischen Doktrin entstandene ideologische Vakuum zu füllen. Hizb ut-Tahrir, derer Ziel es ist, die zentralasiatischen Regierungen möglichst ohne Gewalt zu stürzen, besitzt besonders im Ferghanatal eine starke Basis. Der Isfara-Distrikt bildet seit langem ein Rückzugsgebiet für den konservativen Islam in Tadschikistan und die Islamische Partei der Wiedergeburt Tadschikistans (englische Abkürzung IRP) kann sich hier und vor allem im abgelegenen Subdistrikt Tschorkuh auf eine starke Anhängerschaft stützen.
Im Ortsbild von Tschorkuh fällt die große Zahl von Moscheen auf. Bei den Parlamentswahlen im Jahr 2000 erzielte die IRP in Tschorkuh 93 Prozent der Stimmen. Neben der legalen IRP unterstützen die Einwohner von Tschorkuh auch in hohem Maß noch radikalere islamistische Gruppen, die gegen den Staat agieren. Als Ursachen für die Unzufriedenheit mit der sozialen Situation wird die hohe Arbeitslosenzahl angegeben. Dieses Sozialproblem wird dadurch verschärft, dass die dschamoats Tschorkuh, Surch und Woruch zu den am dichtesten besiedelten Gebieten von Zentralasien gehören. Junge Männer, die im Ausland an einer Islamschule ausgebildet wurden, kehren nach Tschorkuh zurück und versuchen, ihre konservativ-islamische Ideologie durchzusetzen. Sie verlangen die Segregation der Geschlechter, die Verschleierung der Frauen und das Verbot von Alkohol. Tatsächlich ist in Tschorkuh keine Frau ohne Kopftuch zu sehen. 2004 wurden 20 Mitglieder einer neu gegründeten islamistischen Gruppe namens Bayat (von arabisch baiʿa, „Treuepflicht“) verhaftet, deren Operationsbasis Tschorkuh war.
Gegenüber den neuen Führern der islamistischen Strömungen geht die Bedeutung der traditionell einflussreichen Sufis zurück, deren volksislamische Praktiken nun als „heidnisch“ kritisiert werden. Einer der bekanntesten Sufis um Isfara ist Nugmankhan-Tura aus Tschorkuh, der seine Traditionslinie bis zu Mahdumi Azam (eigentlich Ahmad Kasani, 1462–1540/2) zurückführt, einem Naqschbandīya-Meister, dessen Mausoleum sich in Samarqand befindet.